# Никольский, Николай Порфирьевич
Николай Порфирьевич Никольский (20 ноября [3 декабря] 1911, Боготол, Томская губерния — 1 июля 1973, Новосибирск) — начальник Западно-Сибирской железной дороги, Герой Социалистического Труда (1959), Почётный железнодорожник.

## Биография
Родился в семье железнодорожника. После окончания семилетней школы в 1928 году пошёл работать в депо Боготол. В 1931 году направлен в Томский электромеханический институт инженеров транспорта на паровозный факультет. После окончания института в 1936 году, Николай Порфирьевич по разнарядке Наркомата путей сообщения был направлен в паровозное депо Боготол. Начав работать в должности мастера, Никольский вскоре становится заместителем начальника депо по ремонту.
С 1939 года — начальник паровозного депо Красноярск. С 1941 по 1948 годы возглавляет паровозную службу Красноярской железной дороги. В 1955 году назначен начальником Томской железной дороги.
Указом Президиума Верховного Совета СССР от 1 августа 1959 года за выдающиеся успехи в развитии железнодорожного транспорта Никольскому Николаю Порфирьевичу присвоено звание Героя Социалистического Труда с вручением ордена Ленина и золотой медали «Серп и Молот».
После объединения в 1961 году Томской и Омской железной дороги, Никольский становится начальником образованной Западно-Сибирской железной дороги.
Похоронен на Заельцовском кладбище в Новосибирске.

## Награды
- Герой Социалистического Труда (1959)
- Орден Ленина
- Два ордена Трудового Красного Знамени
- Орден Красной Звезды
- Орден Октябрьской Революции
- Медали
- Почётный железнодорожник

## Память
- На фасаде управления Западно-Сибирской железной дороги установлена мемориальная доска.
- Поезду 83/84 Красноярск — Новосибирск присвоено наименование «Николай Никольский».[1]